# Banchan
Banchan (eller panch'an) är små rätter serverat med ris i koreanska köket.
Den grundläggande serveringen av 'bansang' (반상) brukar bestå av ris (bap (밥)), soppa (guk eller tang), chilipasta (gochujang) eller sojasås (ganjang), jjigae, och kimchi. Beroende på hur många banchang som dukas fram kallas det 3 cheop (삼첩), 5 cheop (오첩), 7 cheop (칠첩), 9 cheop (구첩), 12 cheop (십이첩) bansang.

## Olika typer av banchan

### Kimchi

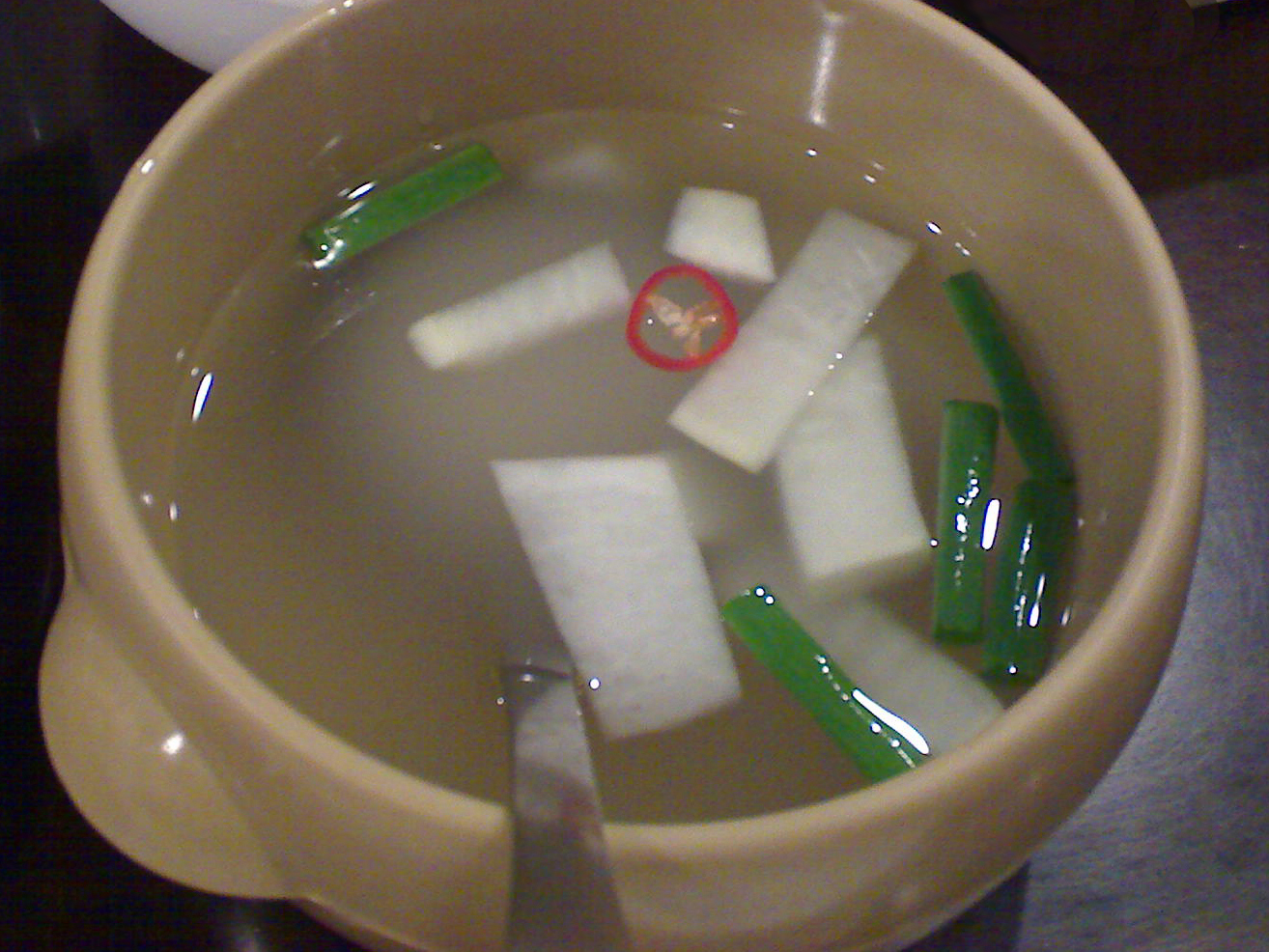
Dongchimi (동치미)

Kimchi är en traditionell koreansk fermenterad rätt som är gjord av napa-kål (eller kinakål), kryddat med chilipeppar pasta, salt och fisksås. Kimchi är den mest väsentliga banchan i en Koreansk måltid. Vissa Koreaner anser inte att en måltid är komplett utan Kimchi. Kimchi kan tillagas med olika typer av grönsaker som, vårlök, gurka, rättika för att nämna några.
| Namn            | på Koreanska | Beskrivning |
| --------------- | ------------ | --- |
| Nabak kimchi    | 나박김치     | Vattnig kimchi som inte är lika stark som den klassiska. |
| Dongchimi       | 동치미       | Olika grönsaker i saltlake. Nabak kimchi och dongchimi är kallas också som mul kimchi (물김치), som betyder "vatten kimchi."                                                                                 |
| Geotjeori       | 겉절이       | Färsk kimchi som inte är fermenterad. Lagas oftast med baechu (liknar kinesisk kål) och sallad. |
| Ggakdugi        | 깍두기       | Variant av kimchi. Lagas med tärnad rättika. |
| Oi sobagi       | 오이 소박이  | Variant av kimchi. Gurka som är fylld med chili, vårlök eller salladslök och gräslök. |
| Chonggak kimchi | 총각김치     | Hel rättika dallangmu, kryddat med chilipeppar. Mindre form av rättika. |
| Yeolmu kimchi   | 열무김치     | Tunn och liten sommarrättika kimchi, som kan förberedas med eller utan fermentering. |
| Pa kimchi       | 파김치       | Kryddstark schalottenlök kimchi, kryddat med myeolchijeot (saltad ansjovis). |
| Gat kimchi      | 갓김치       | Indisk senapsblad kimchi med mycket röd peppar pulver. Har en unik bitter smak. Myeolchijeot (saltad ansjovis) och ris med mycket klibbig ris pasta tillsätts för att reducera den starka och bittra smaken. |

### Namul

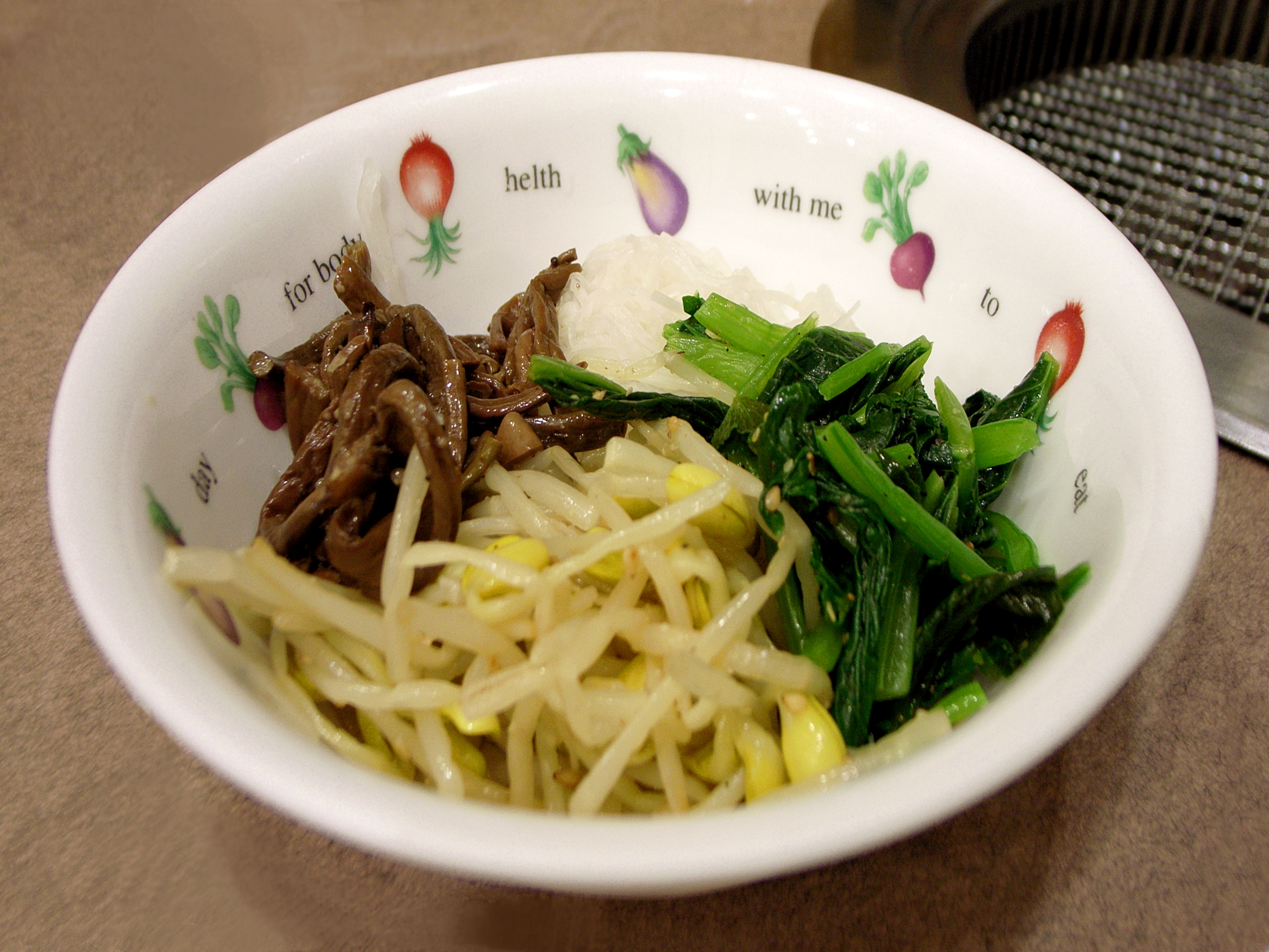
Various namul

Namul (나물) avser kokta, marinerade eller wokade grönsaker, normalt kryddade med sesamolja, salt, vinäger, hackad/pressad vitlök, hackad purjolök, torkad chilipeppar och ljus sojasås.

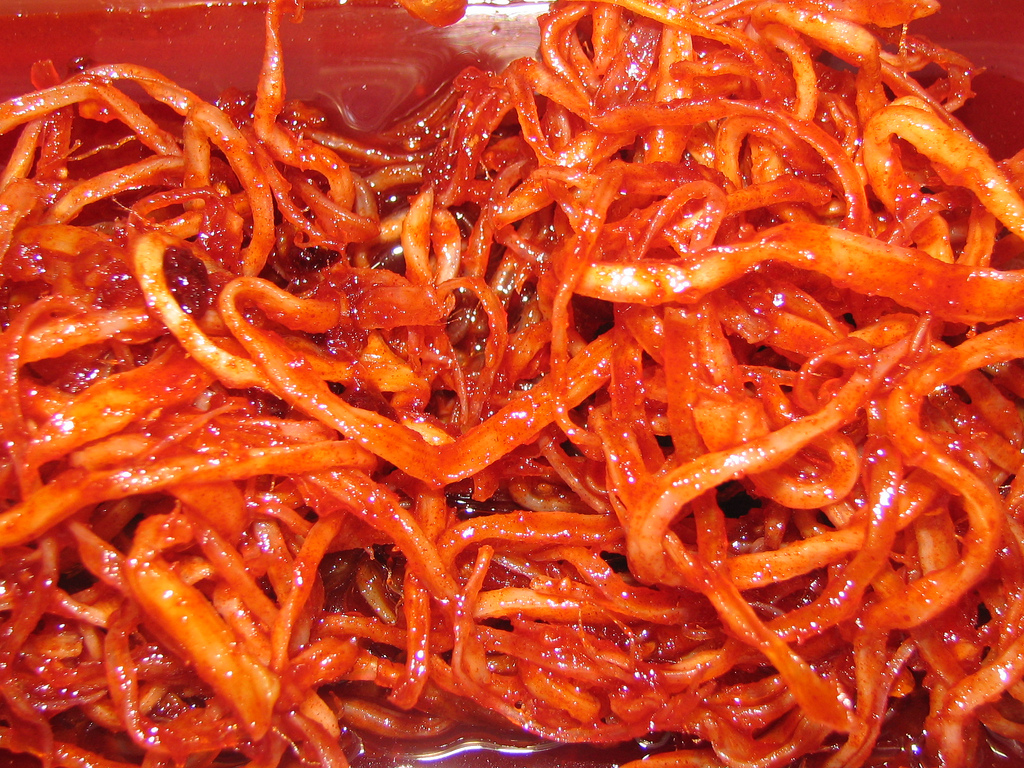
Ojingeochae bokkeum (오징어채볶음)

| Namn               | på Koreanska | Beskrivning                                                                    |
| ------------------ | ------------ | ------------------------------------------------------------------------------ |
| Kongnamul          | 콩나물       | Kokta böngroddar med sesamolja. Serveras kall.                                 |
| Sigeumchi namul    | 시금치나물   | Lätt ångkokt spenat med sesamolja, vitlök och ljus sojasås.                    |
| Miyeok muchim      | 미역무침     | Miyeok (wakame, sjögräs) med söt vinäger och salt.                             |
| Musaengchae/Muchae | 무생채/무채  | Strimlad vit rättika i en söt vinägersås. Ibland med malen torkad chilipeppar. |
| Gosari namul       | 고사리나물   | Wokade majbräkenskott.                                                         |
| Chwinamul          | 취나물       | Wokad och kryddad Aster scaber (typ av växt/blomma).                           |
| Bireum namul       | 비름나물     | Ångkokt och kryddad Amaranthus.                                                |
| Naengi namul       | 냉이나물     | Ångkokt och kryddad Lomme.                                                     |
| Dolnamul           | 돌나물       | Rå fetknopp med pepparsåsdressing.                                             |
| Gogumasun namul    | 고구마순나물 | Kokta kryddade skott från sötpotatis.                                          |
| Gaji namul         | 가지나물     | Kokad äggplanta.                                                               |
| Doraji namul       | 도라지나물   | Kokade rötter från praktklocka.                                                |

### Bokkeum
Bokkeum (볶음) wok med sås.
- Kimchi bokkeum (김치볶음) - Wokad kimchi, oftast med fläsk (liknar jeyook bokkeum)
- Jeyook bokkeum (제육볶음) - Wokad fläsk med gochujang (chilipeppar pasta) och lök.
- Ojingeochae bokkeum (오징어채볶음) — Wokad torkad strimlad bläckfisk, kryddat med gochujang (chilipeppar pasta), vitlök, och mulyeot (linkar sirap)
- Nakji bokkeum (낙지볶음) - Wokad baby bläckfisk i kryddstark gochujang sås.
- Buseot bokkeum (버섯볶음) - Wokade svampar, som pyogo, ostronskivling eller tallsvamp.[3]

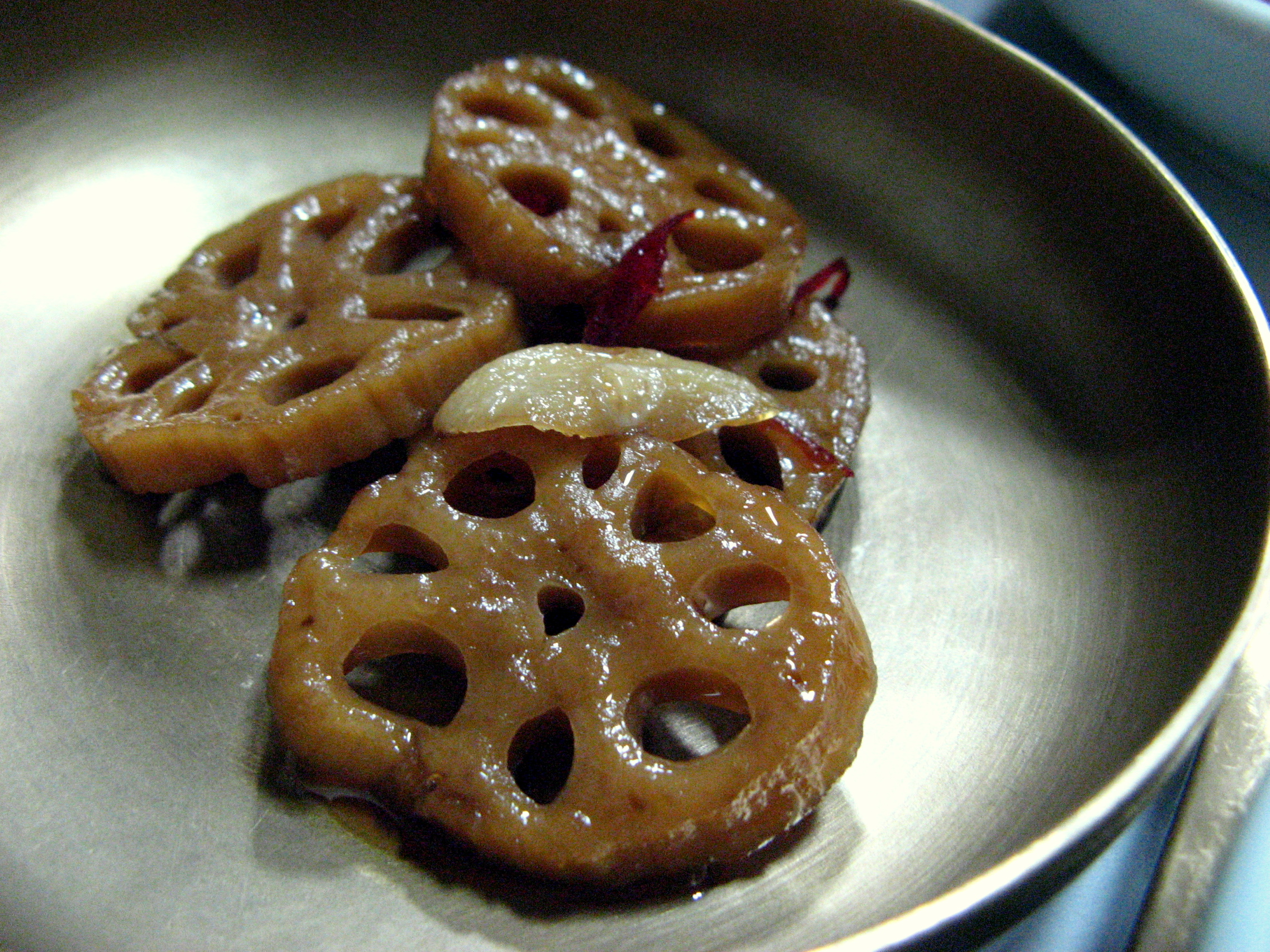
Yoengeun jorim (연근조림), Lotusrot

### Jorim
Jorim rätt som man sjuder i buljong.
- Dubu-jorim (두부조림) — Tofu sjuden i utspädd soyasås, lite sesamolja, hackad vitlök och purjolök.
- Jang-jorim (장조림) — Sjuden biff i soyasås, ibland med hårdkokt ägg.

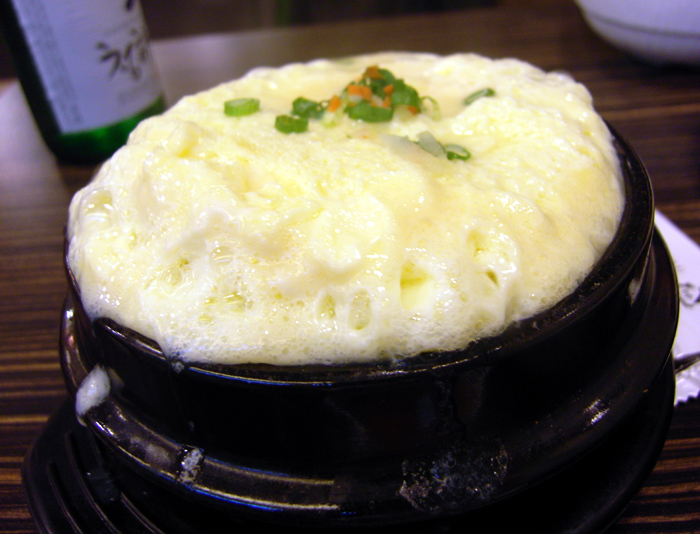
Gyeran jjim (계란찜) i en het skål

### Jjim
Jjim är en ångkokt rätt.
- Gyeran-jjim (계란찜) — Kryddat ångkokta ägg i en het skål.
- Saengseon jjim (생선찜)- Ångkokt fisk.

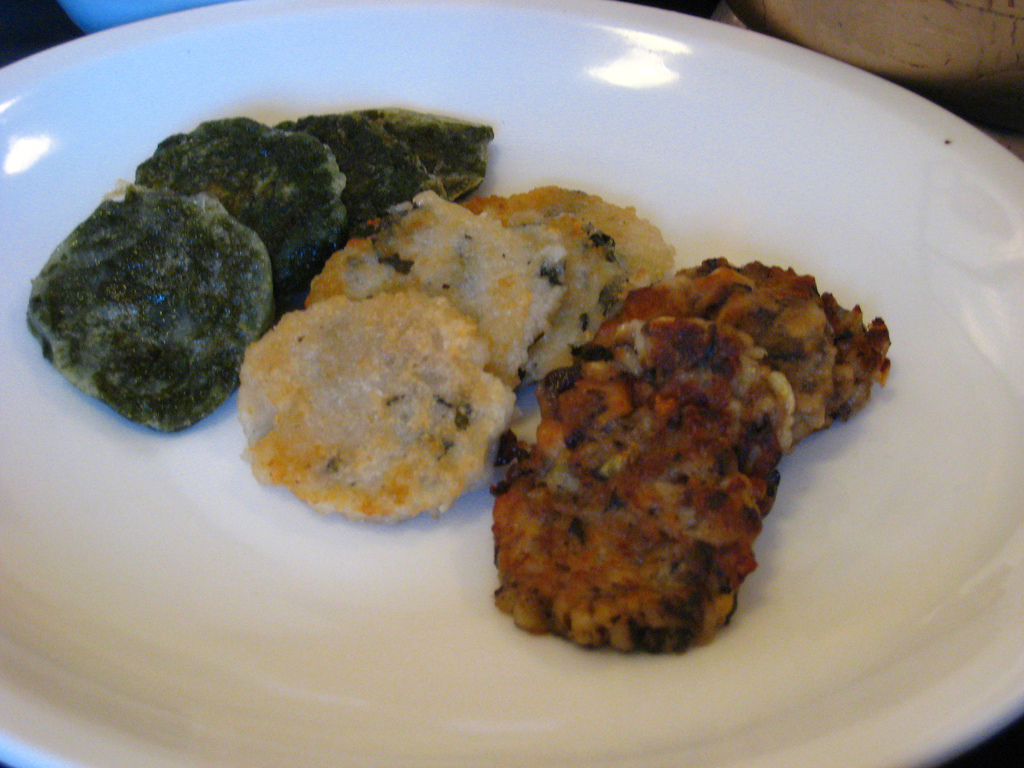
Samsaek jeon (삼색전)

### Jeon
Jeon betecknar en mängd olika stekta rätter. Buchimgae är en nära synonym. 
- Pajeon (파전) — Tunna pannkakor med vårlök.
- Kimchijeon (김치전) — Tunna pannkakor med Kimchi.
- Gamjajeon (감자전) — Pannkakor av potatis.
- Saengseon jeon (생선전) — Små portioner av fisk som är täckt av ägg.
- Donggeurang ttaeng (동그랑땡) — Pastej gjort av tofu, kött och grönsaker, överdragen med ägg.

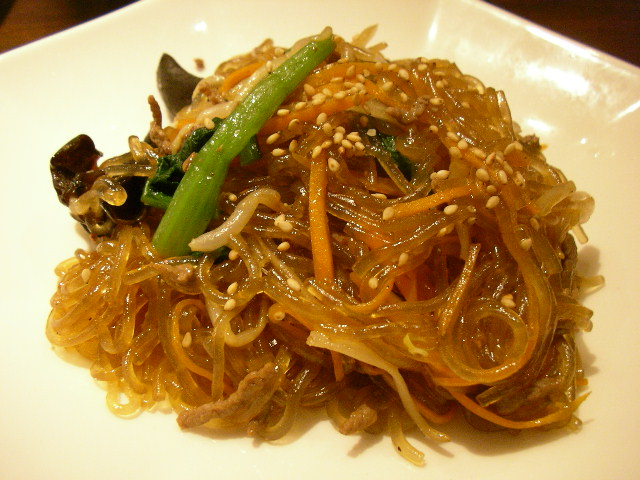
Japchae

### Andra
- Japchae (잡채) —  En fristående maträtt, japchae kan också ätas som 'banchan'. Japchae tillagas med glasnudlar, biff och grönsaker.
- Koreansk potatissallad (감자 샐러드) med äpple och morötter.